# Enrique Monsonís
Enrique Monsonís Domingo (Burriana, Castellón, 28 de junio de 1931 - ibidem, 7 de octubre de 2011) fue un político liberal español.

## Biografía
Hijo de un exportador de naranjas, se estableció joven en Alemania, donde llegó a crear su propia cadena de tiendas, llamada Hispal. Ocupó varios cargos políticos (militó en el FDP) y económicos (como el de presidente de la Cámara de Comercio de Fráncfort del Meno).
De vuelta a España, participó en la Federación de Partidos Demócratas y Liberales de Joaquín Garrigues Walker, la cual fue uno de los componentes de la coalición que daría origen a la Unión de Centro Democrático. En esa etapa fue asesor del vicepresidente del gobierno Fernando Abril Martorell.
En abril de 1978 fue designado consejero de Agricultura del Consejo del País Valenciano, órgano preautonómico embrión de la futura Generalidad Valenciana. Ocupó este cargo hasta junio de 1979, cuando fue nombrado consejero de Economía y Hacienda, Interior y Trabajo y Obras Públicas, Urbanismo y Turismo.

### Presidente preautonómico
Tras la dimisión del socialista Josep Lluís Albiñana, a raíz de la retirada de los consejeros socialistas, que se habían quedado en minoría en el pleno del Consejo, fue elegido presidente del mismo, el segundo tras su creación. Tras la aprobación del Estatuto de Autonomía fue Presidente de la recién constituida Generalidad Valenciana hasta que dejó su cargo por la toma de posesión de Joan Lerma. Fue así el primer presidente autonómico tal y como recoge la sentencia firme del Tribunal Superior de Justicia de la Comunidad Valenciana en 2005.
Durante la Legislatura Constituyente (1977-1979) y la I Legislatura (1979-1982), había sido diputado en el Congreso por Castellón. En 1983, se integró en el Partido Demócrata Liberal de Antonio Garrigues Walker. Tras un tiempo alejado de la política, posteriormente se integró en Unión Valenciana. 
Fue designado candidato de Unión Valenciana en la candidatura Coalición Europea para las elecciones al Parlamento Europeo de 1999, como número tres. La coalición obtuvo dos escaños que se fueron rotando entre los representantes de los partidos constituyentes de la coalición. Monsonís fue eurodiputado entre 2003 y 2004, sucediendo a Isidoro Sánchez (Coalición Canaria) integrado en el Grupo del Partido Europeo de los Liberales, Demócratas y Reformistas. Se opuso al pacto entre Unión Valenciana y el Partido Popular en 2004.